# رون حولداي
رون حولداي((بالعبرية: רוֹן חוּלְדָּאִי‏)؛ من مواليد 26 أغسطس 1944) هو عمدة تل أبيب الحالي منذ عام 1998. قبل أن يتولى منصبه كرئيس لبلدية تل أبيب، عمل حولداي كطيار مقاتل وقائد في سلاح الجو الإسرائيلي . بعد أن ترك الجيش برتبة عميد، دخل عالم الأعمال وأصبح فيما بعد مديرًا لمدرسة هرتسليا العبرية في تل أبيب.

## السيرة الذاتية
وُلد حولداي عام 1944 في حولدا (لقبه مأخوذ من اسم الكيبوتس).وهو واحد من ثلاثة أشقاء ولدوا لأبوين مهاجرين من لودج في بولندا وانتقلوا إلى فلسطين. كان والده أوزر من مؤسسي الكيبوتس ومدير مدرسته، بينما كانت والدته هانكا معلمة وترأس تنظيم المسرحيات والعروض في الكيبوتس. نشأ حولداي في الكيبوتس، درس في جامعة تل ابيب موضوع التاريخ وجامعة أوبورن في مونتغومري، وكلية الحرب الجوية في قاعدة ماكسويل الجوية في مونتغومري، ألاباما، وبرنامج الإدارة المتقدمة في كلية وارتون بجامعة بنسلفانيا.

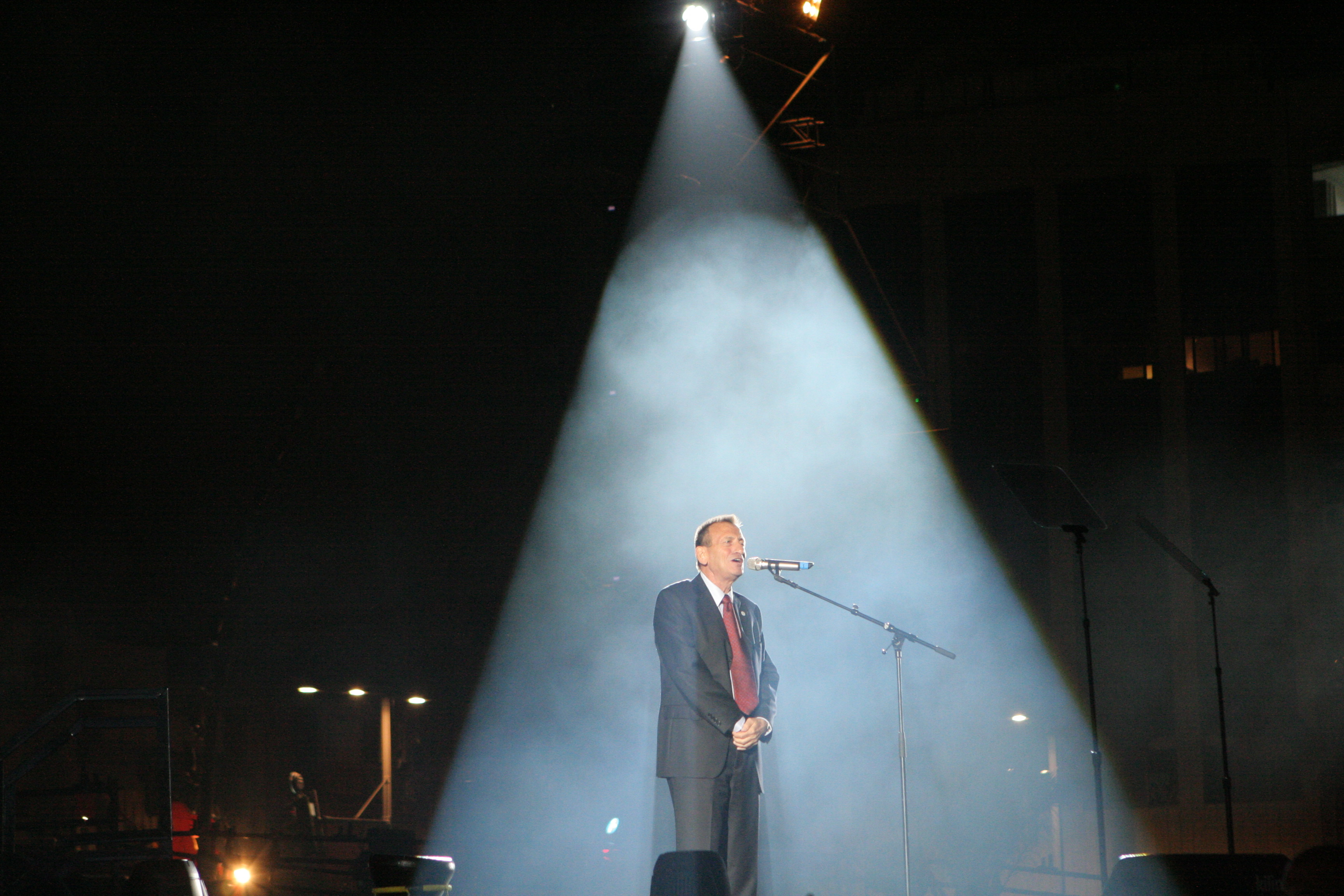
رون حولداي رئيس بلدية تل أبيب

### الخدمة العسكرية والسياسة
تم تجنيد حولداي في الجيش الإسرائيلي عام 1963، وانضم إلى سلاح الجو الإسرائيلي، خدم سنوات طويلة في الجيش الاسرائيلي، خاصة في سلاح الطيران ورُقي الى درجة عالية في هذا السلاح.وعمل كطيار مقاتل وأصبح ضابطًا محترفًا. خلال حرب 1967 شارك في العملية موكد، وأسقط ثلاث طائرات معادية وشارك في العديد من المهام. شغل حولداي العديد من المناصب القيادية العليا الرئيسية، بما في ذلك منصب قائد قاعدة نيفاتيم الجوية، وقاعدة حتسريم الجوية، ومدرسة تدريب طياري القوات الجوية، ومنسق السلطات الحكومية والمشرف على مشاريع البناء المدنية للقوات الجوية الإسرائيلية. ترك سلاح الجو عام 1989 برتبة عميد.
بعد تقاعده من الخدمة الفعلية عام 1989 التحق بالقطاع الخاص عُين مديرا لكلية جمناسيا هرتسليا بين 1992 و 1998 وتعتبر هذه الكلية من الكليات والمؤسسات التعليمية المهمة في اسرائيل في المرحلة الثانوية، وطلابها من شرائح المجتمع التل ابيبي الراقية والثرية. انضم الى حزب العمل العام 1996 وانتخب في المكان السادس والثلاثين في الانتخابات التمهيدية استعدادا لانتخابات الكنيست، ولكنه رفض خوض هذه الانتخابات بسبب موقعه غير المضمون، لذا قام بترشيح نفسه للمنافسة على رئاسة بلدية تل ابيب في الانتخابات المحلية والبلدية العام 1998 بعد أن أمضى عامين في بيع مكيفات الهواء في نيجيريا، عاد إلى إسرائيل وأدار إغلاق مصنع بناء في الرملة. ثم أصبح مديرًا لجمنازيوم هرتسليا العبري لمدة ست سنوات حتى عام 1998. 
كعضو في حزب العمل، تم انتخاب حلداي لأول مرة رئيسًا لبلدية تل أبيب في عام 1998، وأعيد انتخابه في عام 2003 بنسبة 62٪ من الأصوات، ومرة أخرى في عام 2008 بنسبة 50.6٪، وفي عام 2013 بنسبة 53٪ ومرة أخرى في 2018 بنسبة 47٪.